# Bettina Volkens

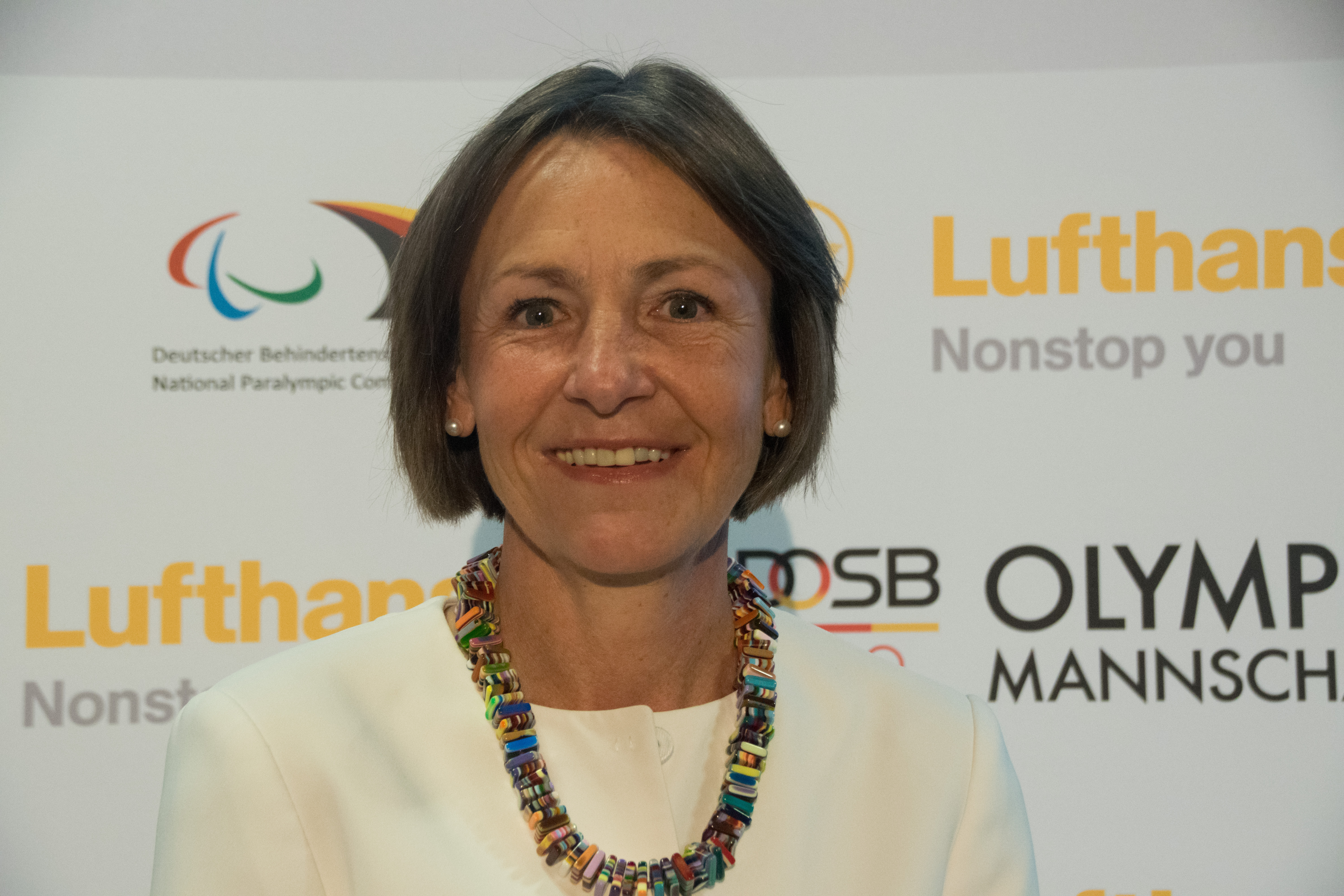
Bettina Volkens beim Pressetermin zum Abflug der Olympiamannschaft am 1. August 2016 am Frankfurter Flughafen

Bettina Volkens (* 15. Juni 1963) ist eine deutsche Managerin. Vom 1. Juli 2013 bis 31. Dezember 2019 war sie Vorstandsmitglied der Deutschen Lufthansa AG und als Arbeitsdirektorin zuständig für die Bereiche Personal und Recht.

## Karriere
Volkens studierte Rechtswissenschaften an der Universität Göttingen. Ihre berufliche Laufbahn startete sie 1994 als wissenschaftliche Assistentin im Bundesministerium für Umwelt, Naturschutz und Reaktorsicherheit in Berlin. Von 1995 bis 1997 arbeitete sie als Rechtsanwältin. 1997 wechselte sie als Syndikus zur Deutschen Bahn AG. 2006 wurde sie bei der Deutschen Bahn zum Vorstandsmitglied Personal der DB Regio AG berufen. 2012 wechselte sie dann zur Deutschen Lufthansa AG, wo sie seit dem 1. Juli 2013 Vorstandsmitglied ist. Am 3. Dezember 2019 teilte Lufthansa mit, dass Volkens das Unternehmen zum 31. Dezember "in beiderseitigem Einvernehmen" verlassen werde. 2020 war sie Gründungsmitglied im Rat der Arbeitswelt des Bundesarbeitsministeriums, im März 2021 ist sie zusammen mit zwei anderen Mitgliedern mit Kritik an der Arbeit des Rates ausgeschieden.

## Frauen in der Wirtschaft
Volkens setzt sich aktiv für Gleichberechtigung sowie mehr weibliche Mitarbeiter, insbesondere Pilotinnen ein. Zudem setzt sie sich für den Schutz weiblicher Mitarbeiterinnen vor sexueller Belästigung ein.

## Privates
Bettina Volkens ist verheiratet und hat zwei Kinder, welche sie gelegentlich mit zu ihrem Arbeitsplatz bringt.